# 도로시 파커
도로시 파커(영어: Dorothy Parker, 1893년 8월 22일 - 1967년 6월 7일)는 미국의 시인, 단편 작가 , 평론가, 풍자 작가였다.
파커는 문제가 많은 불행한 어린 시절을 보낸 후, 더 뉴요커 등의 매체에서 문학 작품을 발표하기 시작하였으며 알곤퀸 라운드 테이블을 설립 멤버 중 한명이 되었다. 알곤퀸 라운드 테이블이 해체된 후 할리우드에 입성하고 영화 각본 집필을 추구하였다. 아카데미상 후보가 된 작품 2편을 포함하여 할리우드에서의 성공은 좌익 정치에 관여했다고 하여 할리우드 블랙리스트에 올랐다.

## 영화
- 1954년 영화 스타 탄생
- 1949년 영화 더 팬
- 1947년 영화 스매쉬업
- 1942년 영화 파괴 공작원
- 1941년 영화 작은 여우들
- 1938년 영화 스윗하츠
- 1937년 영화 스타 이즈 본 디 오리지널
- 1934년 영화 히어 이즈 마이 하트